# Willem Frederik Hermans
Willem Frederik Hermans, född 1 september 1921 i Amsterdam, död 27 april 1995 i Utrecht, var en nederländsk författare och översättare. 
Hermans anses vara en av den nederländska efterkrigstidens främsta författare. Han var doktor i geografi och fram till 1973 anställd vid universitetet i Groningen. Som översättare har han bland annat översatt Ludwig Wittgensteins Tractatus logico-philosophicus till nederländska.

## Eftermäle
Asteroiden 12175 Wimhermans är uppkallad efter honom.